# Pierre Chamorin
Pour les articles homonymes, voir Chamorin.
Pas d'image ? Cliquez ici

a Compétitions nationales et continentales officielles uniquement.

b Matchs officiels uniquement.
Pierre Chamorin, né le 22 juillet 1970 à Perpignan, est un joueur international français de rugby à XIII, évoluant au poste de centre, d'ailier, de demi d'ouverture ou de troisième ligne dans les années 1980, 1990 et 2000.
Formé au sein du club de l'A.S. Saint-Estève, c'est celui-ci qu'il effectue toute sa carrière en Championnat de France. Il remporte le titre en 1989, 1990, 1993, 1997 et 1998, ajoutés aux titres de Coupe de France en 1993, 1994, 1995 et 1998. Joueur vedette du club stéfanois dans cette période des années 1990, il est également l'un des joueurs phares du projet « Paris SG » lors de sa création dans la nouvelle compétition nommée Super League et dispute trente-quatre rencontres dans cette dernière durant deux saisons en 1996 et 1997. En 2000, il prend part à la création l'Union Treiziste Catalane, fruit de la fusion du XIII Catalan et de l'AS Saint-Estève, et remporte la Coupe de France 2001 ponctuant sa carrière sportive.
Parallèlement, il est incontournable en équipe de France, comptant vingt-quatre sélections entre 1989 et 1997, et prend part à deux éditions de Coupe du monde en 1989-1992 et 1995.

## Biographie
Pierre Charmorin est le fils de Henri Chamorin, international de rugby à XIII, qui jouait deuxième ligne ou troisième ligne dans les années 1960.
À la suite de sa carrière de joueur, il « s'occupe de la formation des jeunes ».

## Palmarès
- Collectif :
  - Vainqueur du Championnat de France : 1989, 1990, 1993, 1997 et 1998 (Saint-Estève).
  - Vainqueur de la Coupe de France : 1993, 1994, 1995 et 1998 (Saint-Estève) et 2001 (Union treiziste catalane).
  - Finaliste du Championnat de France : 1992, 1995, 1996 et 2000 (Saint-Estève).
  - Finaliste de la Coupe de France : 1990 (Saint-Estève).

### Coupe du monde
| Édition          | Rang      | Résultats France | Résultats Banquet | Matchs Banquet |
| ---------------- | --------- | ---------------- | ----------------- | -------------- |
| 1989-1992        | Quatrième | 2 v, 0 n, 6 d    | 1 v, 0 n, 2 d     | 3/8            |
| Royaume-Uni 1995 | 1er tour  | 0 v, 0 n, 2 d    | 0 v, 0 n, 2 d     | 2/2            |

Légende : v = victoire ; n = match nul ; d = défaite.

### Détails en sélection
| Matchs internationaux de Pierre Chamorin | Matchs internationaux de Pierre Chamorin | Matchs internationaux de Pierre Chamorin | Matchs internationaux de Pierre Chamorin | Matchs internationaux de Pierre Chamorin | Matchs internationaux de Pierre Chamorin | Matchs internationaux de Pierre Chamorin | Matchs internationaux de Pierre Chamorin | Matchs internationaux de Pierre Chamorin | Matchs internationaux de Pierre Chamorin | Matchs internationaux de Pierre Chamorin | Matchs internationaux de Pierre Chamorin |
|                                          | Date                                     | Adversaire                               | Résultat                                 | Compétition                              | Poste                                    | Points                                   | Essais                                   | Pen.                                     | Drops                                    |                                          |                                          |
| ---------------------------------------- | ---------------------------------------- | ---------------------------------------- | ---------------------------------------- | ---------------------------------------- | ---------------------------------------- | ---------------------------------------- | ---------------------------------------- | ---------------------------------------- | ---------------------------------------- | ---------------------------------------- | ---------------------------------------- |
| sous les couleurs de la France           |                                          |                                          |                                          |                                          |                                          |                                          |                                          |                                          |                                          |                                          |                                          |
| 1.                                       | 19 novembre 1989                         | Nouvelle-Zélande                         | 14-16                                    | Test-match                               | Remplaçant                               | -                                        | -                                        | -                                        | -                                        |                                          |                                          |
| 2.                                       | 27 janvier 1991                          | Grande-Bretagne                          | 10-45                                    | Coupe du monde                           | Remplaçant                               | -                                        | -                                        | -                                        | -                                        |                                          |                                          |
| 3.                                       | 16 février 1991                          | Grande-Bretagne                          | 4-60                                     | Test-match                               | Centre                                   | -                                        | -                                        | -                                        | -                                        |                                          |                                          |
| 4.                                       | 13 juin 1991                             | Nouvelle-Zélande                         | 6-60                                     | Test-match                               | Centre                                   | -                                        | -                                        | -                                        | -                                        |                                          |                                          |
| 5.                                       | 7 juillet 1991                           | Papouasie-Nlle-Guinée                    | 20-18                                    | Coupe du monde                           | Remplaçant                               | -                                        | -                                        | -                                        | -                                        |                                          |                                          |
| 6.                                       | 27 octobre 1991                          | Russie                                   | 26-6                                     | Test-match                               | Remplaçant                               | -                                        | -                                        | -                                        | -                                        |                                          |                                          |
| 7.                                       | 16 février 1991                          | Grande-Bretagne                          | 12-30                                    | Test-match                               | Centre                                   | -                                        | -                                        | -                                        | -                                        |                                          |                                          |
| 8.                                       | 7 mars 1992                              | Grande-Bretagne                          | 0-36                                     | Test-match                               | Centre                                   | -                                        | -                                        | -                                        | -                                        |                                          |                                          |
| 9.                                       | 15 juin 1992                             | Russie                                   | 66-6                                     | Test-match                               | Ailier                                   | 8                                        | 2                                        | -                                        | -                                        |                                          |                                          |
| 10.                                      | 18 juin 1992                             | C.I.S.                                   | 28-8                                     | Test-match                               | Remplaçant                               | -                                        | -                                        | -                                        | -                                        |                                          |                                          |
| 11.                                      | 11 novembre 1992                         | C.I.S.                                   | 38-4                                     | Test-match                               | Centre                                   | 4                                        | 1                                        | -                                        | -                                        |                                          |                                          |
| 12.                                      | 13 décembre 1992                         | Pays de Galles                           | 18-19                                    | Test-match                               | Centre                                   | 4                                        | 1                                        | -                                        | -                                        |                                          |                                          |
| 13.                                      | 7 mars 1993                              | Grande-Bretagne                          | 6-48                                     | Test-match                               | Centre                                   | -                                        | -                                        | -                                        | -                                        |                                          |                                          |
| 14.                                      | 5 juin 1993                              | C.I.S.                                   | 30-14                                    | Test-match                               | Demi d'ouverture                         | 2                                        | -                                        | 1                                        | -                                        |                                          |                                          |
| 15.                                      | 12 juin 1993                             | Moldavie                                 | 34-14                                    | Test-match                               | Demi d'ouverture                         | -                                        | -                                        | -                                        | -                                        |                                          |                                          |
| 16.                                      | 21 novembre 1993                         | Nouvelle-Zélande                         | 11-36                                    | Test-match                               | Centre                                   | 3                                        | -                                        | 1                                        | 1                                        |                                          |                                          |
| 17.                                      | 26 juin 1994                             | Papouasie-Nlle-Guinée                    | 22-29                                    | Test-match                               | Demi d'ouverture                         | -                                        | -                                        | -                                        | -                                        |                                          |                                          |
| 18.                                      | 6 juillet 1994                           | Australie                                | 0-58                                     | Test-match                               | Demi d'ouverture                         | -                                        | -                                        | -                                        | -                                        |                                          |                                          |
| 19.                                      | 9 juillet 1994                           | Fidji                                    | 12-20                                    | Test-match                               | Troisième ligne                          | 2                                        | -                                        | 1                                        | -                                        |                                          |                                          |
| 20.                                      | 4 décembre 1994                          | Australie                                | 0-74                                     | Test-match                               | Centre                                   | -                                        | -                                        | -                                        | -                                        |                                          |                                          |
| 21.                                      | 5 mars 1995                              | Pays de Galles                           | 10-22                                    | Coupe d'Europe                           | Centre                                   | -                                        | -                                        | -                                        | -                                        |                                          |                                          |
| 22.                                      | 9 octobre 1995                           | Pays de Galles                           | 6-28                                     | Coupe du monde                           | Centre                                   | -                                        | -                                        | -                                        | -                                        |                                          |                                          |
| 23.                                      | 12 octobre 1995                          | Samoa                                    | 10-56                                    | Coupe du monde                           | Centre                                   | 4                                        | 1                                        | -                                        | -                                        |                                          |                                          |
| 24.                                      | 9 juillet 1997                           | Écosse                                   | 22-20                                    | Coupe d'Europe                           | Troisième ligne                          | -                                        | -                                        | -                                        | -                                        |                                          |                                          |

### Statistiques en club
| Saison    | Saison                   | Championnat           | Championnat | Coupe              | Coupe           | Sélection | Sélection | Sélection | Sélection | Sélection | Sélection | Sélection |
| Saison    | Saison                   | Comp.                 | Class.      | Comp.              | Class.          | Comp.     | M         | Pts       | Ess.      | Buts      | Dp.       |           |
| --------- | ------------------------ | --------------------- | ----------- | ------------------ | --------------- | --------- | --------- | --------- | --------- | --------- | --------- | --------- |
| 1988-1989 | AS Saint-Estève          | Championnat de France | Champion    | Coupe de France    | 1/4 finale      |           |           |           |           |           |           |           |
| 1989-1990 | AS Saint-Estève          | Championnat de France | Champion    | Coupe de France    | Finaliste       |           | 1         | -         | -         | -         | -         |           |
| 1990-1991 | AS Saint-Estève          | Championnat de France | 6e          | Coupe de France    | 1/8 finale      | CM        | 4         | -         | -         | -         | -         |           |
| 1991-1992 | AS Saint-Estève          | Championnat de France | Finaliste   | Coupe de France    | 1/2 finale      |           | 5         | 8         | 2         | -         | -         |           |
| 1992-1993 | AS Saint-Estève          | Championnat de France | Champion    | Coupe de France    | Vainqueur       |           | 5         | 10        | 2         | 1         |           |           |
| 1993-1994 | AS Saint-Estève          | Championnat de France |             | Coupe de France    | Vainqueur       |           | 4         | 5         | -         | 2         | 1         |           |
| 1994-1995 | AS Saint-Estève          | Championnat de France | Finaliste   | Coupe de France    | Vainqueur       |           | 2         | -         | -         | -         | -         |           |
| 1995-1996 | AS Saint-Estève          | Championnat de France | Finaliste   | Coupe de France    | 1/2 finale      | CM        | 2         | 4         | 1         | -         | -         |           |
| 1996      | Paris SG                 | Super League          | 11e         | Coupe d'Angleterre | Non participant |           |           |           |           |           |           |           |
| 1996-1997 | AS Saint-Estève          | Championnat de France | Champion    | Coupe de France    | 1/2 finale      |           | 1         | -         | -         | -         | -         |           |
| 1997      | Paris SG                 | Super League          | 11e         | Coupe d'Angleterre | 1/8 finale      |           |           |           |           |           |           |           |
| 1997-1998 | AS Saint-Estève          | Championnat de France | Champion    | Coupe de France    | Vainqueur       |           |           |           |           |           |           |           |
| 1998-1999 | AS Saint-Estève          | Championnat de France | 1/2 finale  | Coupe de France    | 1/8 finale      |           |           |           |           |           |           |           |
| 1999-2000 | AS Saint-Estève          | Championnat de France | Finaliste   | Coupe de France    | 1/2 finale      |           |           |           |           |           |           |           |
| 2000-2001 | Union treiziste catalane | Championnat de France | 1/2 finale  | Coupe de France    | Vainqueur       |           |           |           |           |           |           |           |